# 진술간주
진술간주이란 피고가 준비서면을 제출하고 변론기일에 출석하지 아니한 경우 변론에서 그 준비서면의 내용대로 진술한 것으로 의제하고 원고에게게 변론을 명할 수 있는 것을 말한다.

## 효과
상대방에게 변론을 명할 수 있다.

## 같이 보기
- 청구인낙
- 대한민국 민사소송법 제148조